# Hawkchurch
Hawkchurch – wieś w Anglii, w hrabstwie Devon, w dystrykcie East Devon. Leży 44 km na wschód od miasta Exeter i 212 km na zachód od Londynu.